# Hemicrepidius hirtus
Hemicrepidius hirtus là một loài bọ cánh cứng trong họ Elateridae. Loài này được Herbst miêu tả khoa học năm 1784.

## Hình ảnh

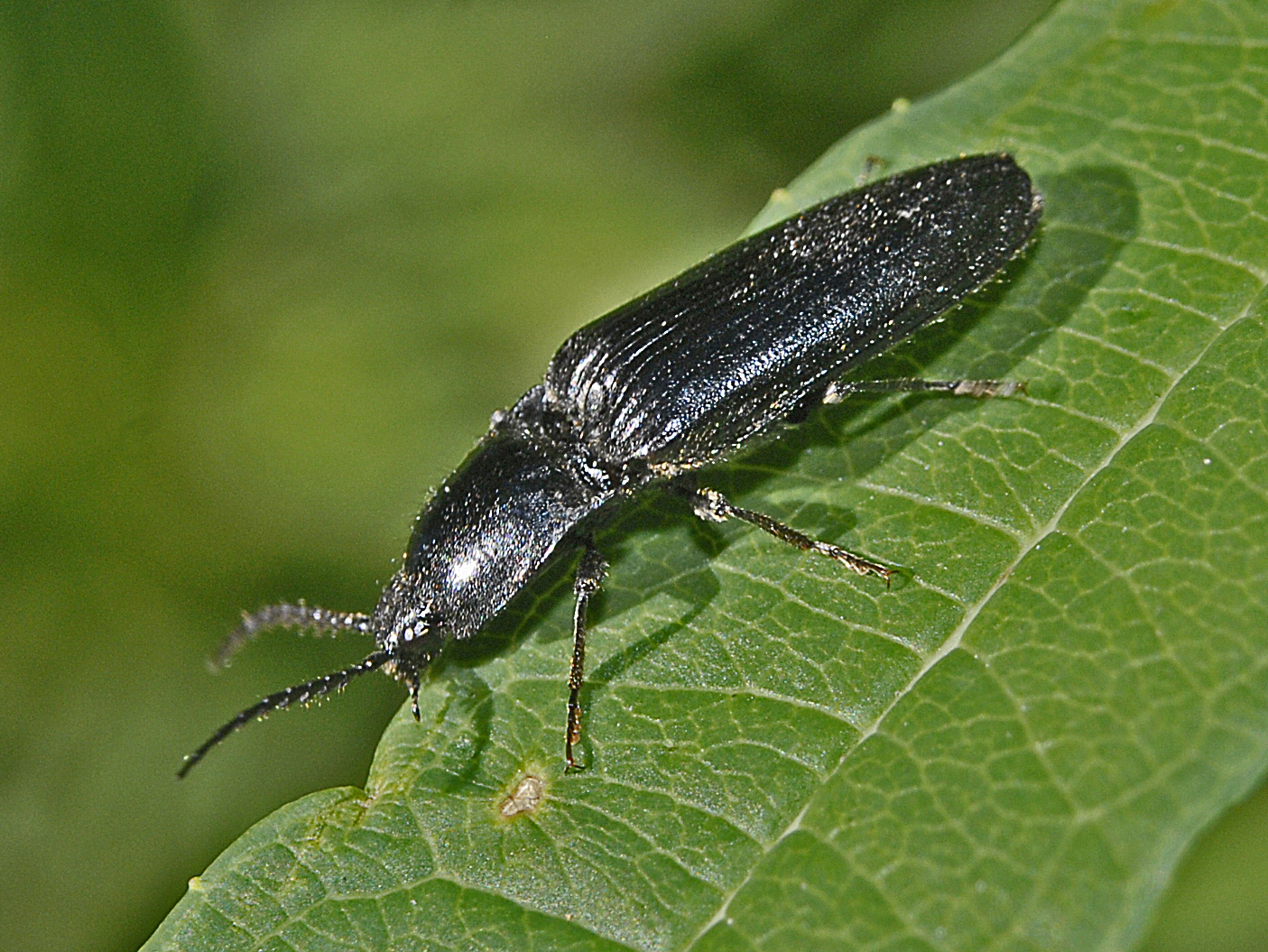
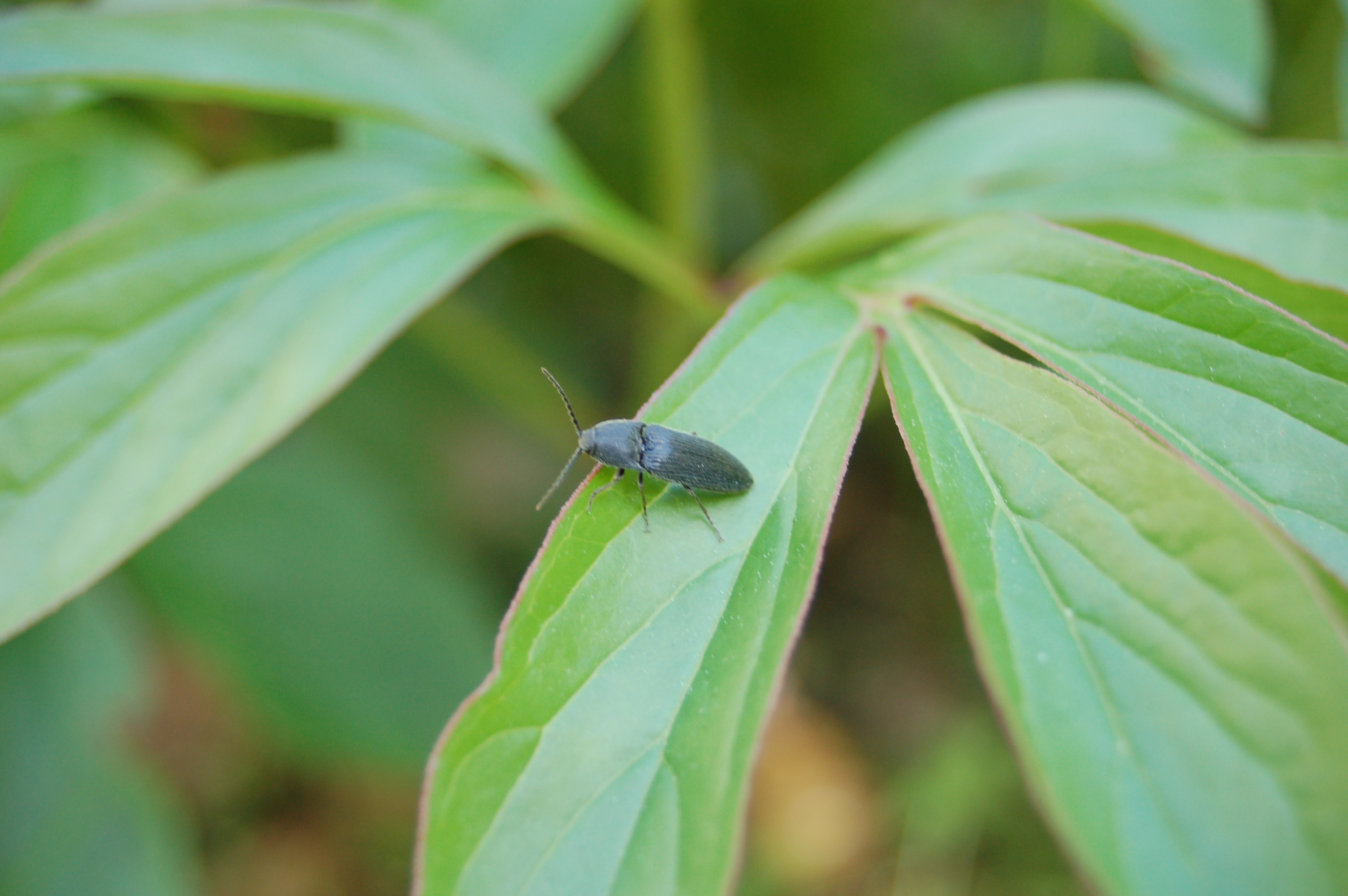